# RAF Abingdon

i7
i11
i13

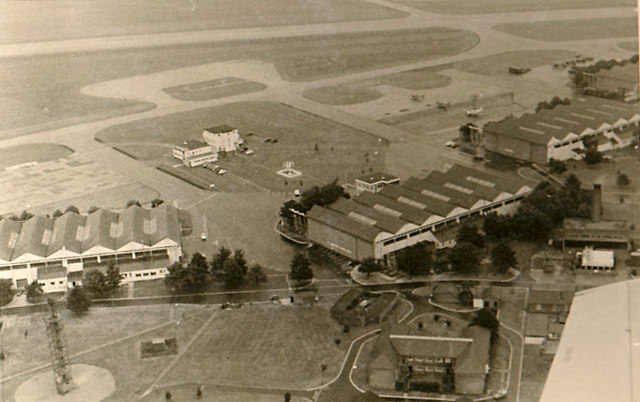
RAF Abingdon, um 1972

Die Royal Air Force Station Abingdon (ICAO-Code: EGUD), kurz RAF Abingdon, ist ein früherer Militärflugplatz und heute nicht mehr fliegerisch genutzter Standort der britischen Royal Air Force in der Nähe der Stadt Abingdon-on-Thames in der Grafschaft Oxfordshire, England. Er hatte den IATA-Flughafencode ABB, der heute anderweitig vergeben ist.

## Geschichte

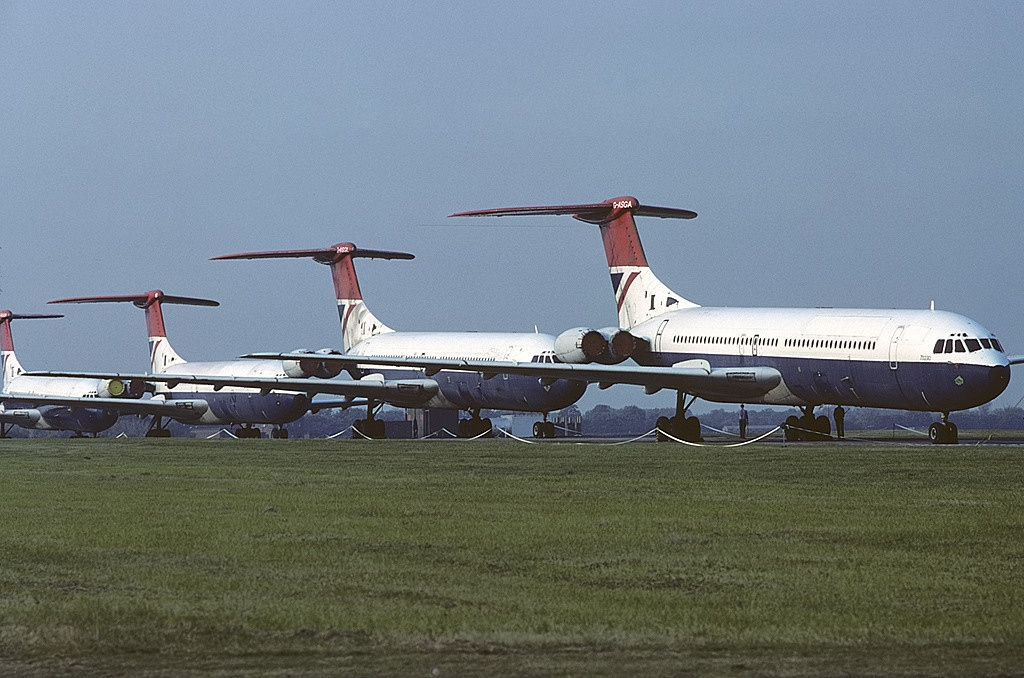
Abgestellte Vickers VC10 in Abingdon, September 1982

Der Flugplatz wurde im Jahr 1932 eröffnet und zunächst vom RAF Bomber Command als Ausbildungs- und Trainingsflugplatz genutzt.
Seit Mai 1933 hatte das Kommando der No. 1 Group RAF seinen Sitz auf dem Flugplatz Abingdon.
Während des Zweiten Weltkriegs waren auf der Basis außer Trainingsflugzeugen zunächst leichte Bomber des Typs Fairey Battle stationiert, die bei Kriegsbeginn 1939 sofort nach Frankreich verlegt wurden. Im Mai 1940 erlitten die Battles dort zahlreiche Verluste, die häufig mehr als 50 Prozent der Flugzeugeinsätze pro Einsatz betrugen. Im Winter 1939/40 befanden sich zweimotorige schwere Bomber des Typs Armstrong Whitworth Whitley auf dem Platz. 
Ab 1945 wurde RAF Abingdon vom RAF Transport Command übernommen. Dieses stationierte Transportflugzeuge in Abingdon, allen voran Douglas DC-3. Ab 1947 folgten weitere Flugzeugtypen dieser Gattung, unter anderem die Avro York, Vickers Valetta, Handley Page Hastings, ab 1955 der schwere Transporter Blackburn Beverley und zuletzt die Hawker Siddeley Andover.
Von 1975 bis zum Betriebsende 1992 wurde Abingdon überwiegend als Wartungsstandort genutzt. In diese Zeit fiel auch das Eintreffen sehr vieler Vickers VC10, einem vierstrahligen zivilen Langstreckenflugzeug. Nachdem das britische Verteidigungsministerium ab 1981 zahlreiche Vickers VC10  von Fluggesellschaften gekauft hatte, wurden diese zunächst nach Abingdon geflogen. Davon wurden 14 Stück zu Tankflugzeugen umgebaut, die anderen als Ersatzteilspender ausgeschlachtet und verschrottet. 
Am 31. Juli 1992 wurde RAF Abingdon offiziell geschlossen, aber zunächst weiterhin als Ausweichflugplatz für RAF Benson sowie für gelegentliche Trainingsflüge mit Hubschraubern genutzt. Seit 1992 wird er vom Royal Logistics Corps der britischen Armee als Dalton Barracks betrieben.

## Zwischenfälle
- Am 16. Dezember 1947 fielen bei einer Avro York C.1 der Royal Air Force (Luftfahrzeugkennzeichen MW301) nach dem Nachtstart vom Militärflugplatz RAF Abingdon zwei der vier Triebwerke aus. Bei der nächtlichen Notlandung im Gelände wurde das Flugzeug zerstört. Alle Insassen überlebten den Unfall.[2][3][4]

- Am 27. Juli 1948 verloren die Piloten eine Avro York C.1 der Royal Air Force (MW311) beim Start auf dem Militärflugplatz RAF Abingdon die Richtungskontrolle über die Maschine. Dabei brach das Fahrwerk zusammen und das Flugzeug wurde irreparabel beschädigt. Alle Insassen, Besatzungsmitglieder und Passagiere, überlebten den Unfall.[5][6][7]

- Am 26. Februar 1952 fiel bei einer Vickers Valetta C.1 der Royal Air Force (VW827) auch das zweite Triebwerk aus, nachdem das andere zu Übungszwecken abgestellt worden war. Bei der Notlandung im Gelände außerhalb des Startflugplatzes RAF Abingdon wurde das Flugzeug irreparabel beschädigt. Die beiden Piloten, die einzigen Insassen, überlebten den Unfall.[8][9][10]

- Am 22. Juni 1953 stieg eine Handley Page Hastings C.2 der Royal Air Force (WJ335) gleich nach dem Abheben von der Luftwaffenbasis RAF Abingdon sehr steil nach oben. In etwa 90 Metern Höhe kam es zum Strömungsabriss und das Flugzeug stürzte zu Boden. Alle 6 Besatzungsmitglieder wurden getötet. Das Flugzeug wurde zerstört. Bei der Unfalluntersuchung wurde festgestellt, dass die Ruderverriegelung für das Höhenruder nicht entfernt worden war.[11][12][13]

- Am 9. Oktober 1953 kollidierte eine Handley Page Hastings C.1 der Royal Air Force (TG559) beim nächtlichen Anflug auf die Luftwaffenbasis RAF Abingdon im Nebel mit dem Gelände. Eine Tragfläche grub sich in den Boden und brach ab. Das Flugzeug wurde irreparabel beschädigt. Alle Insassen überlebten den Unfall.[14][15][16]

- Am 26. Juli 1955 wurde eine Handley Page Hastings C.2 der Royal Air Force (WJ341) im Anflug auf die Luftwaffenbasis RAF Abingdon in den Boden geflogen. Beim Aufsetzen schwang die Maschine herum, wobei eine Tragfläche abriss. Alle drei Besatzungsmitglieder überlebten den Unfall. Das Flugzeug wurde zerstört.[17][18]

- Am 6. Juli 1965 geriet eine Handley Page Hastings C.1A der Royal Air Force (TG577) kurz nach dem Start von der Luftwaffenbasis RAF Abingdon in eine sehr steile Steigfluglage. Es kam zum Strömungsabriss und Kontrollverlust; die Maschine stürzte in ein Feld. Anscheinend kam es durch Materialermüdung zweier Höhenruderbolzen zur Überbelastung und zum Bruch der anderen beiden Bolzen. Alle 41 Personen an Bord kamen um, 6 Besatzungsmitglieder und 35 Fallschirmjäger. Es war der Unfall einer Hastings mit den meisten Todesopfern.[19][20][21]